# Graues Buschkänguru

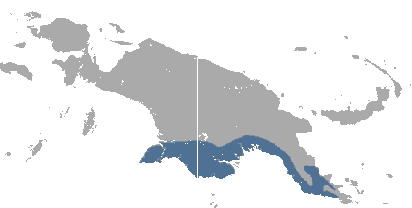
Verbreitungsgebiet des Grauen Buschkängurus nach Angaben der IUCN

Das Graue Buschkänguru (Dorcopsis luctuosa) ist eine Känguruart aus der Gruppe der Buschkängurus. Es lebt im östlichen Tiefland von Neuguinea und im Süden in der Umgebung von  Merauke. Die Population auf der südöstlichen Halbinsel wird als Unterart D. luctuosa luctuosa klassifiziert, während die Unterart D. luctuosa phyllis zwischen Fly-River und Merauke vorkommt.

## Merkmale
Das Graue Buschkänguru weist einen großen Geschlechtsdimorphismus hinsichtlich der Größe auf. Männchen erreichen eine Kopf-Rumpf-Länge von 72 bis 97 cm und ein Gewicht von 6,7 bis 11,6 kg. Die bisher vermessenen Weibchen hatten ein Gewicht von etwa 3,6 kg. Das Fell ist kurz und dünn. Die Rückenseite ist dunkelgrau, die Bauchseite heller, oft mit einem orangen Schimmer. Die Gliedmaßen haben die gleiche Farbe wie der Körper, Hände und Füße sind aber dunkler. Der Kopf ist dunkel, die Kehle ist hell. Der Schwanz ist gut behaart und hat eine haarlose Spitze, die manchmal heller ist. Die Unterart D. luctuosa phyllis ist kleiner als die Nominatform, hat ein dunkleres Fell, kürzere Ohren, kürzere Füße und einen kürzeren Schwanz. Der Geschlechtsdimorphismus ist bei D. luctuosa phyllis nicht so deutlich ausgeprägt.

## Lebensraum und Lebensweise
Das Graue Buschkänguru lebt in primären und sekundären Tieflandregenwäldern, in Galeriewäldern und in waldnah gelegenen, vom Menschen beeinflussten Biotopen, wie verwilderten Gärten bis in Höhen von 400 Metern. Über die Lebensweise ist nur wenig bekannt. Es ist dämmerungsaktiv und wird nachtaktiv, wenn es stark bejagt wird. Die Hitze des Tages verbringen sie in einer hockenden Position mit durch die Beine nach vorne gelegtem Schwanz. Das Graue Buschkänguru ernährt sich von Blättern, Früchten und Blüten. In Gefangenschaft gehaltene Exemplare bissen ihre Nahrung mit den Schneidezähnen ab, nahmen sie anschließend in die Pfoten und führten die Nahrung damit seitlich ins Maul um sie mit den großen Prämolaren zu zerkauen. Weibchen bekommen ein einzelnes Jungtier pro Jahr, das für einen Zeitraum von 6 Monaten im Beutel bleibt. Weibchen werden mit einem Alter von 15 Monaten geschlechtsreif, Männchen etwas später.

## Gefährdung
Das Graue Buschkänguru wird von der IUCN als gering gefährdet (Vulnerable) gelistet. Es wird vom Menschen stark bejagt, leidet unter dem Verlust des Lebensraumes und ist in Teilen des ursprünglichen Verbreitungsgebietes inzwischen verschwunden.